# لری مک‌دانلد
لری مک‌دانلد (انگلیسی: Larry McDonald؛ ۱ آوریل ۱۹۳۵ – ۱ سپتامبر ۱۹۸۳) سیاستمدار اهل ایالات متحده آمریکا و عضو مجلس نمایندگان، به نمایندگی حوزه انتخابیه هفتم جورجیا از حزب دموکرات؛ از سال ۱۹۷۵ میلادی تا زمانی که در شوروی در سال ۱۹۸۳ میلادی کشته شد؛ بود. وی مسافر پرواز شماره ۰۰۷ هواپیمایی کره بود که توسط هواپیمای رهگیر شوروی مورد اصابت قرار گرفت و سقوط کرد.